# Adama Diakhaté
Adama Diakhaté (Dakar, 3 febbraio 1970) è un'ex cestista senegalese.

## Carriera
Con il Senegal ha disputato i Giochi olimpici di Sydney 2000 e due edizioni dei Campionati mondiali (1990, 1998).